# Qeshm (shahrestan)
Qeshm (persiska: شهرستان قشم , Shahrestan-e Qeshm) är en shahrestan, delprovins, i Iran. Den ligger i den södra delen av landet, på ön Qeshm i Hormuzsundet, och hör till provinsen Hormozgan. Antalet invånare var 148 993 år 2016. Administrativ huvudort är staden Qeshm.